# ニキータ・バジェノフ
ニキータ・バジェノフ（ロシア語ラテン翻字: Nikita Bazhenov, 1985年2月1日 - ）は、ロシアの元サッカー選手。現役時代のポジションはフォワード、ミッドフィールダー。

## 来歴
2008年8月20日、オランダとの親善試合でA代表デビューを飾った。